# Samuel Pierpont Langley
Samuel Pierpont Langley (Roxbury, Massachusetts, 22. kolovoza 1834. – Aiken, Južna Karolina, 27. veljače 1906.),
američki astrofizičar, pionir zrakoplovstva, po struci inženjer građevinarstva. Bavio se različitim djelatnostima, među ostalim konstrukcijom zrakoplova i letenjem. Poznat je po mjerenju  Sunčeve konstante. Proučavao pojave na Suncu. Izumio je bolometar i njime mjerio zračenje u infracrvenom dijelu Sunčeva spektra.
S. A. Arrhenius se poslužio Langleyevim i Veryjevim infracrvenim promatranjem Mjeseca u opservatoriji Allegheny radi izračunavanja stope kojom Zemljin atmosferski ugljikov dioksid i vodena para upijaju infracrveno zračenje. Služeći se Stefanovim zakonom, poznatijim kao Stefan-Boltzmannov zakon, formulirao je svoj zakon o učinku staklenika.
Od 1887. bio je tajnik Smithsonianovog instituta u Washingtonu. Godine 1890. osnovao je Smithsonianov astrofizički opservatorij.

## Bolometar
Bolometar (grč. βολή: izbačaj; zraka) je vrlo osjetljiv mjerni instrument za otkrivanje i mjerenje energije zračenja. Mjerno osjetilo bolometra najčešće su platinske trake, a apsorbirana energija zračenja zagrijava ih i mijenja im električni otpor. Njime se mogu izmjeriti promjene temperature od 0,000 1 °C. Bolometar postaje još osjetljiviji kad je ohlađen na temperaturu blisku apsolutnoj nuli i ako se kao mjerna osjetila koriste poluvodiči (Si:P, Ge:Ga) i supravodiči (Al, Sn). Prvi bolometar konstruirao je S. P. Langley 1881. Koristi se u spektroskopiji kao detektor ionizirajućeg i neionizirajućeg zračenja, u fizici elementarnih čestica kao detektor čestica, u astronomiji kao detektor infracrvenog zračenja, a njime se traže i nepoznati oblici mase i energije.

## Sunčeva konstanta
Sunčeva konstanta ili solarna konstanta je količina energije dozračene od Sunca na gornjoj granici Zemljine atmosfere u jedinici vremena okomito na jediničnu površinu, pri srednjoj udaljenosti Zemlje od Sunca (AJ). Iznosi 1367,7 W/m² ± 6 W/m². Od početka pouzdanih mjerenja Sunčeve konstante umjetnim satelitima 1978. utvrđeno je da se njezina vrijednost mijenja nekoliko desetinki postotka, obično ovisno o prolazu Sunčevih pjega preko Sunčeva diska.
Sunčeva konstanta je mjera dakle gustoće svjetlosnog toka, dolazećeg Sunčevog elektromagnetskog zračenja, po jedinici površine, okomito na ulazne zrake, na udaljenosti od Sunca do Zemlje (1 astronomska jedinica). Sunčeva konstanta uključuje sve vrste elektromagnetskog zračenja, ne samo vidljivu svjetlost. Prosječna vrijednost je 1,368 kW/m2 (mjereno sa satelita), i neznatno se mijenja sa Sunčevim ciklusima.

## Vanjske poveznice
|  | Zajednički poslužitelj ima još gradiva o temi Samuel Pierpont Langley |